# La Bazoge (Mancha)
La Bazoge foi uma comuna francesa na região administrativa da Normandia, no departamento da Mancha. Estendia-se por uma área de 5,8 km². Em 2010 a comuna tinha 163 habitantes (densidade: 28,1 hab./km²).
Em 1 de janeiro de 2017, passou a formar parte da nova comuna de Juvigny les Vallées.